# Lastrup, Minnesota
Lastrup är en ort i Morrison County i Minnesota. Vid 2010 års folkräkning hade Lastrup 104 invånare.